# 塊相棋
塊相棋（Tile Chess），是Jason Wittman在1999年推出，兩到四人的棋類，機制類似昆蟲棋。

## 棋具
- 以正方形塑膠片作棋子，每方棋子種類有一枚King、一枚Queen、二枚Bishop、二枚Knight、二枚Rook、八枚Pawn。
- 不需棋盤便可遊戲，也可想像棋盤是一個無限的方格棋盤。

## 棋規
- 对弈过程分兩階段。
  - 放子：輪流下一枚己子，除第一手外，其他棋子至少與一枚以鄰角或鄰邊接觸。將手上的棋子放完開始下一階段。
  - 走子：輪流移動一枚己棋，移動過程皆不受其他棋子阻擋。若移至敵方棋位，則將該敵棋移除遊戲。無論行棋前後，所有棋子必須相連，不使棋群分為兩半。
    - 除Pwan走法特別外，其餘棋子皆可走入空棋位或敵方棋位。
    - King走鄰近八方一格。
    - Queen走鄰近八方，距離無限。
    - Rook走鄰邊四方，距離無限。
    - Bishop走鄰角四方，距離無限。
    - Knight走鄰邊四方走兩格，再九十度轉走一格。
    - Pawn走鄰邊四方至空棋位；走鄰角四方至敵方棋位。

- 將死或殭死敵方King者勝。[1]

## 外部連結
- 遊戲介紹 （页面存档备份，存于）
- 線上遊戲 （页面存档备份，存于）